# Acleris baleina
Acleris baleina is een vlinder van de familie van de bladrollers (Tortricidae). De wetenschappelijke naam van deze soort is voor het eerst voorgesteld door Józef Razowski en Pasquale Trematerra in een publicatie uit 2010.
De soort komt voor in Ethiopië.